# بشروية
البَشْرَوِيَّة (الاسم العلمي: Epidermophyton) هو جنس من الفطريات المسببة للعدوى الفطرية السطحية للجلد، وتتضمن البشروية الندفية (Epidermophyton floccosum) التي تسبب سعفة الجسم، والسعفة الساقية (حكة جوك)، وسعفة القدم (قدم الرياضي)، وسعفة الظفر (عدوى فطرية من الظفر).

## روابط خارجية
- دكتور فطر
- وحدة الفطريات في مستشفى أديلايد للنساء والأطفال